# A szeleburdi család
Ez a cikk a filmről szól. A könyvet lásd itt: A szeleburdi család.
A szeleburdi család egy 1981-ben készült magyar családi vígjáték, melynek rendezője Palásthy György. A történet alapjául Bálint Ágnes Szeleburdi család című regénye szolgál.

## Cselekménye
|  | Alább a cselekmény részletei következnek! |

A háromgyermekes, értelmiségi Faragó család Budapesten él egy VII. kerületi körfolyosós bérház harmadik emeletén, ugyancsak zsúfolt körülmények között. Szomszédjaik, az újgazdag Belvizi család luxus életvitelre van berendezkedve, egyetlen gyermekükkel, Andreával szinte alig van idejük foglalkozni a szülőknek. Utóbbiak engedhetik meg maguknak, hogy kertes házba költözzenek, távol a belváros zajától, míg Faragóék továbbra is a bérházi lakásban próbálják elviselhetővé tenni életüket, amíg a családfő könyve, ami némi anyagi segítséget hozhat számukra, meg nem jelenik.
|  | Itt a vége a cselekmény részletezésének! |

## Szereplők
- Ernyey Béla (Faragó Ferenc)
- Drahota Andrea (Faragó Sári)
- Tóth László (Faragó Laci)
- Szani János (Faragó Feri)
- Ábel Anita (Faragó Picur)
- Csákányi László (Öreg Novák)
- O. Szabó István (nagy Novák)
- Balázs Péter (Belvizi úr)
- Mányai Zsuzsa (Belviziné)
- Ullmann Mónika (Belvizi Andrea)
- Máthé Erzsi (Nagymama)
- Boros Zoltán (Radó)
- Hágen József (kis Novák)
- Szabó Ádám (Bauer)
- Máriáss József (Pirtyán Bácsi)
- Fónay Márta (Pirtyán Bácsi felesége)
- Némethy Ferenc (Radó papa)
- Felföldi Anikó (Radó mama)
- Hacser Józsa (Györgyike)
- Farkas Antal (Utas a buszon)
- Bakó Márta (Női utas a buszon)
- Zana József (énekes)

További szereplők: Áron László, Ferenczi Krisztina, György László, Horváth László

## Televíziós megjelenés
MTV-1, TV-1, MTV 1, m1, MTV-2, TV-2, MTV 2, m2, M5, Duna TV, TV2, Filmmúzeum, Moziverzum, Magyar Mozi TV, Hír TV